# 汤米·希尔费格
湯米·席爾菲格（1951年3月24日—，全名）是位美國時裝設計師，出生于纽约，1984年創業，其公司汤美费格于1992年上市。2006年英國私募基金安佰深集團以約127億港元收購汤美费格，2010年3月15日紐約名牌服飾公司Phillips-Van Heusen以30億美元價格收購汤美费格。
2018年，湯米·席爾菲格正式宣布下季推出限定系列「TommyNow」，將移師到上海並於九月四日進行發布。

## 成衣品牌

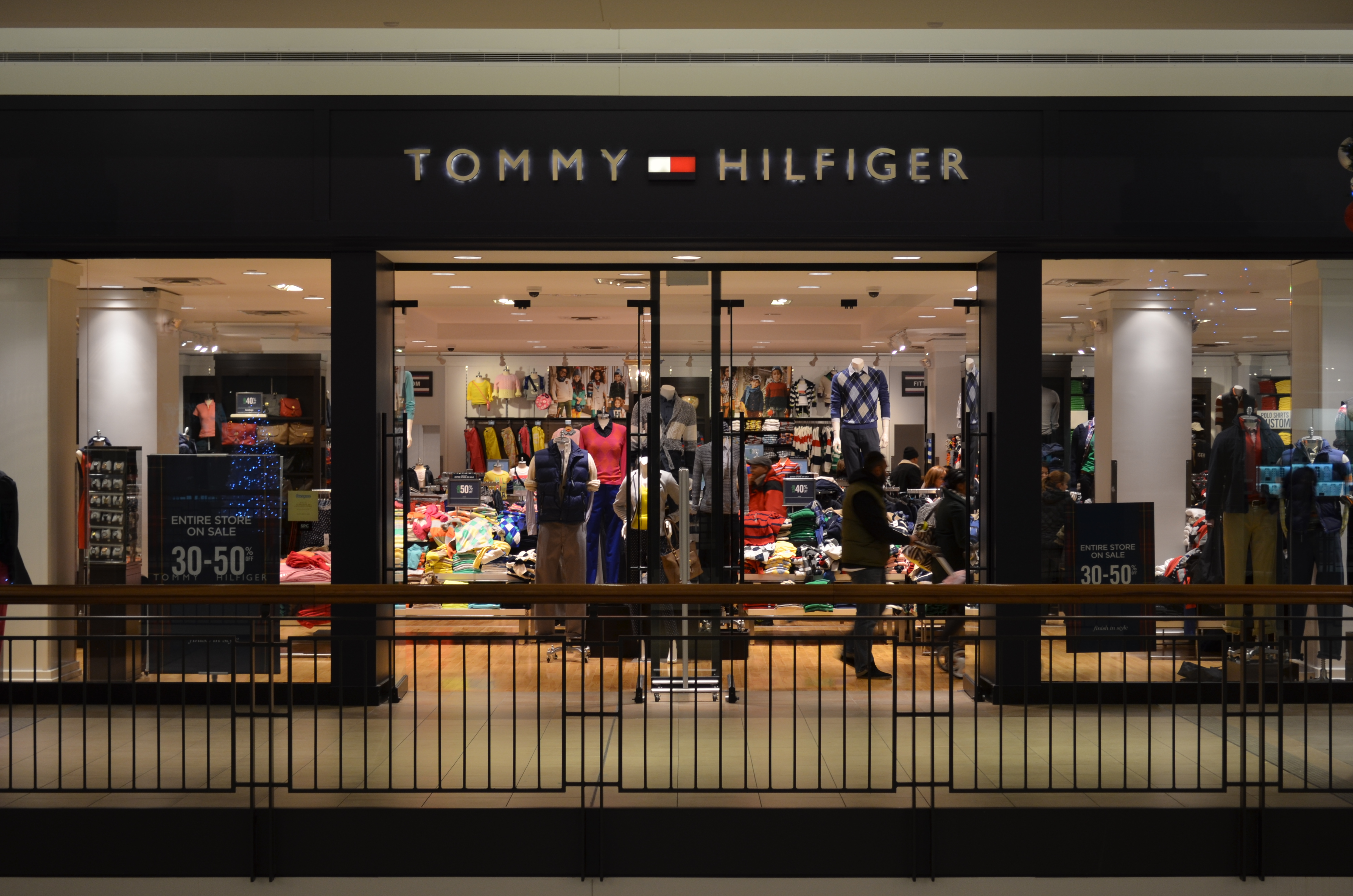
汤美费格在加拿大費爾圍購物中心分店

2018年，湯米·席爾菲格在Tommy Jeans系列中加入了一個名為Tommy Jeans Xplore的分支，衣物中會加入「追蹤器」，透過下載電話應用程序來追蹤買家穿著該系列的頻率、時間來賺取積分以換取演唱會門票、禮品卡、產品折扣等等。